# Parc scientifique Albert Einstein
Le parc scientifique Albert Einstein est un ensemble de centres à vocation scientifique situé sur le Telegrafenberg à Potsdam, en Allemagne. Le parc porte le nom du physicien Albert Einstein. Les bâtiments les plus connus du parc sont la tour Einstein, un observatoire astrophysique qui a été construit pour effectuer des vérifications de la théorie de la relativité générale d'Einstein, et le Grand Réfracteur de Potsdam, qui appartiennent aujourd'hui à l'Institut Leibniz d’astrophysique de Potsdam. Ces bâtiments, ainsi que divers observatoires astronomiques, météorologiques et géophysiques ont été intégrés dans un jardin de campagne à l'anglaise.
Le parc a été nommé d'après Albert Einstein en 1992.
Le parc est déjà conçu au milieu du XIXe siècle selon les plans de l'architecte Paul Emmanuel Spieker (de) sur le Telegrafenberg.
Depuis 1992, les instituts nouvellement fondés suivants sont situés au sein du parc :
- Centre de recherche allemand pour les géosciences[4] ;
- Institut Leibniz d'astrophysique de Potsdam ;
- Institut Alfred-Wegener pour la recherche polaire et marine ;
- Institut de Potsdam pour la recherche sur l'impact climatique.

Dans les années 1990, les bâtiments historiques ont été largement restaurés et de nombreux nouveaux bâtiments ont été érigés.
La Tour Einstein et l'observatoire du Grand Réfracteur de Potsdam accueillent également des expositions.
Les bâtiments sont entrecoupés d'un aménagement paysager à l'anglaise et également d'espaces potagers jusque dans les années 1980.